# Teleogramma brichardi
Teleogramma brichardi es una especie de peces de la familia Cichlidae en el orden de los Perciformes.

## Morfología
Los machos pueden llegar alcanzar los 8,8 cm de longitud total.

## Hábitat
Es una especie de clima tropical entre 20 °C-23 °C de temperatura.

## Distribución geográfica
Se encuentran en África: río Congo.